# Orco Property Group
Orco Property Group SA (ORCO, ORCO Group) – francuski deweloper nieruchomości z siedzibą w Luksemburgu. Jego polska siedziba znajduje się w budynku Central Tower w Warszawie. Obecnie przedsiębiorstwo zarządza aktywami o łącznej wartości około 2.2 mld euro. 

## Działalność
Obecnie spółka prowadzi działalność w Chorwacji, w Czechach, Niemczech, na Węgrzech, w Rosji, na Słowacji i w Polsce. Jej najbardziej znanym projektem jest apartamentowiec Złota 44 położony w centrum Warszawy.